# だんちがい
『だんちがい』は、米田和佐による日本の4コマ漫画作品。『まんが4コマぱれっと』（一迅社）にて、2011年8月号から2021年11月号まで連載された。オンラインマガジン『ぱれっとonline』においても、オンラインオリジナルコミックが掲載されている。
また、『月刊ComicREX』2015年10月号に、4コマ漫画では無く通常のコマ割りでの番外編『団地外のだんちがい』が掲載された。
テレビアニメが2015年7月から9月にかけて放送された。

## ストーリー
マンションでも一戸建でもアパートでもない、昭和の香りがする団地に住まう4女1男の仲野きょうだいによるホームコメディー。夢野団地の3LDKに両親を含めた7人家族で住まう仲野一家の日常が、きょうだいの生活中心に描かれる。コミックス第1巻のカバー折り返しに、「プライバシーのない家族関係というのも、幸せだなーと思います。」との作者コメントに、本作のテーマが垣間見える。
基本的には、唯一の男子である仲野晴輝と姉妹との絡みが中心であり、個性的な仲野家の姉妹たちに翻弄される晴輝、という図式のドラマが展開される。両親は「多忙」「長期出張中」「旅行中」等の理由で不在であることが多く、作中で一度も姿を見せていない。
コミックス帯には「複数ヒロインラブコメ」とあるが、仲野きょうだいの間には恋愛や背徳的な感情は一切無く、家族愛のラブであることを特徴とする。
舞台はJR立川駅周辺がモデルであり、これは原作者の行動範囲にある団地のイメージに由来している。
ストーリーの進行は極めてゆっくりであり、1号棟（第1話）時点で4月、コミックス第4巻収録の42号棟（第42話）時点で同じ年の夏服衣替えを迎えた。

## 登場人物
仲野 夢月（なかの むつき）
声 - 明坂聡美
一家の長女で、きょうだいの最年長。高校2年生。名前の由来は旧暦1月を意味する「睦月」。1月2日生まれ。
多忙な両親に代わり家事全般を一手に引き受け、そのレベルは高い。学力も運動も学年トップクラス、容姿端麗、スタイル抜群で、胸の成長が止まらないのが悩み。妹たちの前では完璧な姉だが、晴輝の前では気が抜けていることも多く、彼のベッドで制服姿のスカートがまくれそうになりながら昼寝する、風呂上がりにタオル1枚のまま晴輝の部屋でくつろぐなど、ギャップが激しい。怒らせると怖い。
晴輝と2人きりで歩くと、かなりの高確率で恋人同士に見られるうえ、苗字が同じことから新婚夫婦と間違われたこともあった。高校においては、晴輝と夢月それぞれの友人に限っては2人が姉弟であることは周知だが、それ以外には公認カップル扱いをされている。
弱点が無いわけではなく、ファッションに対してこだわりがあまりないため、ダサい服を躊躇なく着てしまうこともある。基本的に夢月の私服は弥生のコーディネートである。
日本姉大賞2015で3位に入賞した。
仲野 晴輝（なかの はるき）
声 - 阿部敦
一家の長男で、きょうだいの2番目。高校1年生。名前の由来は旧暦2月を意味する「仲の春（なかのはる）」。12月12日生まれ。
唯一の男子のためか、家庭内女難の渦中にある。暇さえあればゲームばかりしているインドア派で、アニメ好きマンガ好きのややオタク。中学時代は文字どおりの中二病の気があった。
学力はそこそこで運動が苦手でスタミナも無いが、足を怪我した夢月を背負ってバスの停留所まで全力疾走するなど、基礎体力だけはある。夢月と同じ高校のため、何かと比較されることが悩み。目つきが悪いので不良っぽく見られるが、実際はぼーっとして小心者である。きょうだいに対してはなんだかんだ言って面倒見が良い。
アニメのオープニングに登場する金魚鉢の金魚は、晴輝のペット・ギョリーンである。
仲野 弥生（なかの やよい）
声 - 小松未可子
一家の次女で、きょうだいの3番目。中学3年生。名前の由来は旧暦3月を意味する「弥生」。3月23日生まれ。
勉強は全くダメだが運動神経はずば抜けて良く、部活（バスケットボール部）に打ち込んでいる。受験生だが、スポーツ特待生で進学できないかと目論むほど勉強が苦手。
晴輝とはケンカばかりしているが、内心では幼い頃からのお兄ちゃん大好きっ子である。夢月とは正反対に、晴輝と2人きりで歩くと、当人はカップルに見られないかと意識するが、周囲には兄妹にしか見られない。晴輝を「ばかルキ」「エロキ」と呼ぶ、すぐに手が出るなど、晴輝に対する普段の態度は最悪だが、勉強だけは晴輝に頼りたがる。これは、夢月のほうが学力が高くても、天才肌ゆえに教え方が下手で理解不能なためでもある。
夢月の項にもあるように、ファッションセンスが良い。
仲野 羽月（なかの うづき）
声 - 徳井青空
一家の三女で、咲月の双子の姉。きょうだいの4番目。小学3年生。名前の由来は旧暦4月を意味する「卯月」。6月22日生まれ。
晴輝を兄とも思わずオモチャ扱いしている。年齢の割に行動が幼いが、勉強はよくできる。趣味は晴輝へのイタズラ。
天真爛漫で行動的。咲月とは似ているようで、趣味が違う部分もあり、その点は干渉はしないなど思慮深いところも見られる。
動物好きで心優しい面もある。
仲野 咲月（なかの さつき）
声 - 堀野紗也加
一家の四女で、羽月の双子の妹。きょうだいの末っ子。小学3年生。名前の由来は旧暦5月を意味する「皐月」。6月22日生まれ。自分一人称は「ぼく」。
いつでもどこでも羽月と行動を共にしている。言いたいことは全て羽月が言ってくれる（言ってしまう）ため、羽月の言葉の語尾しか口にしないことが多い。1人になると、途端に人見知りで引っ込み思案になる。兄や姉を「お兄さん」「お姉さん」と呼ぶ。アニメやマンガが大好きで、晴輝と趣味が合う。
夢見がちで、ともすれば中二病に近い妄想をすることがよくある。その意味で晴輝とよく似ているが、本人はそう言われることを嫌がる。晴輝のことは好きなようだが、目的を果たすと素っ気なくなるなど、若干気まぐれなところがある。
西城 百合香（さいじょう ゆりか）
田中 夏海（たなか なつみ）
夢月の同級生で友人。夢月の天然ぶりを面白がっている様子。
江里原 あや（えりはら あや）
佐藤 里美（さとう さとみ）
弥生の同級生で友人。二人とも弥生のブラコンぶりには気づいている。
里美は彼氏持ち。あやは弥生を「やよやよ」と呼ぶ。
鈴木 翼（すずき つばさ）
田中 充則（たなか みつのり）
晴輝の同級生で友人。二人とも仲野家を晴輝のハーレムだと思っている。ゲーム好きで晴輝と気が合う。
うずまき
声 - 田口香織
額にうずまき模様のある仔猫。原作では第1巻・3号棟（第3話）のみに登場。アニメでは第1話冒頭、携帯電話の目覚まし待ち受け画面にキャラクターとして登場している。原作者のツイッターアイコン（2015年7月時点）など、原作者のアバターとして登場することがある。

### 作中作の登場人物
魔法少女エコー（まほうしょうじょ エコー）
声 - 島彩乃
作中作の魔法少女ものアニメ『プリティー魔法少女エコー！』の主人公。咲月は本作品の大ファンで、実は晴輝もファン。「魔法を使わない魔法少女」という触れ込み。作中のテレビニュースでは、子供たちに大人気と報じられている。主題歌が電波ソングという評判。
作者の旧作『えこぱん』の主人公と同名だが、直接の関連性は無い。
エイコちゃん
声 - 齋藤翔子
魔法少女エコーの正体。兄に甘える姿が、羽月の晴輝に対するイタズラの元ネタになった。
お兄ちゃん
声 - 東城咲耶子
エイコちゃんの兄。
じいや
声 - 橘諒
『プリティー魔法少女エコー！』の登場キャラクター。ヒゲの生えた猫のような外見。
亡者バーニー（もうじゃバーニー）
声 - 河端悠平
『プリティー魔法少女エコー！』の敵役。札束を持った老人とF1マシンが合体したような姿。バーニー・エクレストンとの関連性は現時点で立証されていない。
D・Cガイ（ディー・シー ガイ）
声 - 長谷川和也
作中作の冒険マンガのタイトルであり主人公。晴輝、咲月ともに本作の大ファン。作中のマンガ誌『月刊少年バレット』で好評連載中。テレビアニメ化やゲーム化もされ、いずれも大人気という設定。「D・Cガイパン」というタイアップ菓子パンも存在する。
スラミ、姉・ラナ、妹・レナとパーティーを組む。名前の由来は「Dan・Chiガイ」。
スラミ
声 - 藤森涼美
D・Cガイの仲間。丸い顔に羽が生えただけのキャラクター。
春花（はるか）
声 - 明坂聡美
咲月が読んでいた作中作のマンガの登場人物。夏美とは双子の姉妹と思われていたが、実は魔法国の姫だった。
夏美（なつみ）
声 - 小松未可子
咲月が読んでいた作中作のマンガの登場人物。春花とは双子と思われていた。
吸血姫（きゅうけつひめ）
声 - 藤森涼美
春花と夏美の物語を読んだ咲月が、本当は自分も羽月と双子ではないのではないかと思い込み、自分の正体として妄想したキャラクターの1つ。
悪魔王女（あくまおうじょ）
声 - 木下鈴奈
吸血姫同様、咲月が自分の正体として妄想したキャラクターの1つ。

## 書誌情報
- 米田和佐 『だんちがい』 一迅社〈4コマKINGSぱれっとコミックス〉、全11巻
  1. 2012年11月22日発売 ISBN 978-4-7580-8159-7
  2. 2014年12月22日発売 ISBN 978-4-7580-8226-6
  3. 2015年4月22日発売 ISBN 978-4-7580-8230-3
  4. 2015年9月19日発売 ISBN 978-4-7580-8246-4
  5. 2016年9月21日発売 ISBN 978-4-7580-8270-9
  6. 2017年9月22日発売 ISBN 978-4-7580-8294-5
  7. 2018年10月22日発売 ISBN 978-4-7580-8315-7
  8. 2019年7月22日発売 ISBN 978-4-7580-8333-1
  9. 2020年4月22日発売 ISBN 978-4-7580-8342-3
  10. 2021年1月25日発売 ISBN 978-4-7580-8359-1
  11. 2021年10月21日発売 ISBN 978-4-7580-8374-4

### 番外編
『姉妹ちがい 米田和佐短編集』一迅社REXコミックス
1. 2015年9月19日 ISBN 978-4-7580-6548-1

晴輝の高校入学時の夢月とのエピソードを描いた『団地外のだんちがい』を収録。

## テレビアニメ
『まんが4コマぱれっと』2015年4月号および同誌編集部ツイートにて、テレビアニメ化が発表され、5分枠のショートアニメが2015年7月から9月にかけて放送された。全12話。2015年7月1週目はキャスト出演の実写番宣番組が放送された。ニコニコ動画及びdアニメストア、アニメパス、アニメ放題、バンダイチャンネルでも2015年7月以降随時配信。

### スタッフ
- 原作 - 米田和佐（『だんちがい』（一迅社『まんが4コマぱれっと』連載中））
- 監督・シナリオ・コンテ・演出 - 木村寛
- キャラクターデザイン - 伊藤依織子
- 美術監督 - 田代一志
- 色彩設計 - 小山知子
- 撮影監督 - 柏木健太郎
- 編集 - 金山慶成
- 3DCG - 宮坂忠邦
- 音楽 - shusei
- 音響監督 - 大室正勝
- 音響制作 - ダックスプロダクション
- 企画・プロデュース - 石塚治寿
- プロデューサー - 内野健志、新宿五郎、斉田秀之、平田実、西岡瞳、ひらさわひさよし
- 制作プロダクション - ドリームクリエイション
- アニメーション制作 - Creators in Pack
- 製作著作 - 夢野団地自治会

### 主題歌
4姉妹それぞれのテーマ主題歌がある。
「Let a good day」（第1、6、11話）
作詞・作曲・編曲 - shusei / 歌 - 仲野弥生（小松未可子）
「Gentle Mischief」（第2、8、9話）
作詞・作曲・編曲 - shusei / 歌 - 仲野羽月（徳井青空）
「Early Morning」（第3、7、10話）
作詞・作曲・編曲 - shusei / 歌 - 仲野夢月（明坂聡美）
「Princess Durandal」（第4、5、13話）
作詞・作曲・編曲 - shusei / 歌 - 仲野咲月（堀野紗也加）
第12話は主題歌なし。

### 各話リスト
| 話数 | サブタイトル                            | 作画監督             |
| ---- | --------------------------------------- | -------------------- |
| 1    | 一号棟 夢野団地                         | 伊藤依織子           |
| 2    | 二号棟 双子の宿題                       | 伊藤依織子           |
| 3    | 三号棟 夢月の素顔                       | 伊藤依織子           |
| 4    | 四号棟 カレーライス                     | 伊藤依織子           |
| 5    | 五号棟 咲月のアニメ時計                 | 中村純子、阿部可奈子 |
| 6    | 六号棟 姉妹（きょうだい）のかけ算       | 畠山佳苗             |
| 7    | 七号棟 団地でプール開き!?               | 伊藤依織子           |
| 8    | 八号棟 姉妹（きょうだい）ですね         | 相田誠               |
| 9    | 九号棟 いたずら大好き!?                 | 伊藤依織子           |
| 10   | 十号棟 夢月のお・ね・が・い!?           | 畠山佳苗             |
| 11   | 十一号棟 弥生の看病!?                   | 阿部可奈子           |
| 12   | 十二号棟 晴輝と姉妹（きょうだい）達の絆 | 伊藤依織子           |
| 13   | 十三号棟 銭湯行きたいー!!               | 中村純子             |

### 放送局
| 放送期間                | 放送時間                                                                 | 放送局     | 対象地域 | 備考             |
| ----------------------- | ------------------------------------------------------------------------ | ---------- | -------- | ---------------- |
| 2015年7月10日 - 9月25日 | 金曜 1:00 - 1:05（木曜深夜）                                             | テレ玉     | 埼玉県   | 製作参加         |
|                         | 金曜 1:30 - 1:35（木曜深夜）                                             | KBS京都    | 京都府   |                  |
| 2015年7月11日 - 9月26日 | 土曜 1:45 - 1:50（金曜深夜）                                             | tvk        | 神奈川県 |                  |
| 2015年7月14日 - 9月29日 | 火曜 2:30 - 2:35（月曜深夜）                                             | サンテレビ | 兵庫県   |                  |
| 2015年7月16日 - 10月1日 | 木曜 0:40 - 0:45（水曜深夜） 同年9月24日より木曜 0:55 - 1:00（水曜深夜） | AT-X       | 日本全域 | リピート放送あり |

| 配信期間                | 配信時間        | 配信サイト         | 備考                                                                  |
| ----------------------- | --------------- | ------------------ | --------------------------------------------------------------------- |
| 2015年7月14日 - 9月29日 | 火曜 21:00 更新 | ニコニコチャンネル | 7月7日から実写番宣番組を無料配信 第1話・第2話無料、第3話以降1週間無料 |
|                         |                 | バンダイチャンネル | 実写番宣番組を無料配信 第1話・第2話無料、第3話以降1週間無料           |
|                         | 火曜 21:30 更新 | GYAO!              | 実写番宣番組を無料配信 第1話・第2話無料、第3話以降1週間無料           |
| 2015年7月16日 -         | 木曜 12:00 更新 | U-NEXT             |                                                                       |
|                         | 木曜 12:00 更新 | dアニメストア      | 2話以降は4話ごとに配信                                                |
| 2015年8月6日 -          |                 | アニメパス         | 4話ごとに配信                                                         |

### 関連商品

#### BD / DVD
| 巻 | 発売日        | 収録話           | 規格品番 | 規格品番 |
| 巻 | 発売日        | 収録話           | BD       | DVD      |
| -- | ------------- | ---------------- | -------- | -------- |
| 1  | 2015年9月18日 | 全12話+未放送1話 | DCBD-13  | DCDV-11  |

#### CD
| 発売日        | タイトル                         | 規格品番  |
| ------------- | -------------------------------- | --------- |
| 2015年8月26日 | だんちがい Song Collection Vol.1 | SOH-AA001 |
| 2015年8月26日 | だんちがい Song Collection Vol.2 | SOH-AA002 |
| 2015年8月26日 | だんちがい Music Collection      | SOH-AA003 |

だんちがい Song Collection Vol.1、Vol.2は、iTunes、Amazon.co.jp、レコチョク、music.jp、ドワンゴ、moraにてダウンロード販売あり。